# 皇甫涍
皇甫涍（1497年—1556年），字子安，號少玄，直隸蘇州府長洲縣人，明朝政治人物、詩人。

## 生平
嘉靖七年（1528年）戊子科應天鄉試第二名舉人，十一年（1532年）中式壬辰科會試第十一名，二甲第五十七名進士。刑部觀政，授工部虞衡司主事，改禮部精膳司主事，升禮部儀制司員外郎、禮部主客司郎中，十八年（1539年）改右春坊右司直，明世宗南巡承天府時，以事謫廣平府通判，十九年（1540年）起為南京刑部主事，未到任，丁父憂歸。服闋，起為南京刑部員外郎，二十三年（1544年）出為浙江按察司僉事、兵備寧紹，考察免官，三十五年（1556年）卒。

## 著作
工詩詞，詞俊而格超。著有《皇甫少玄集》。有《宿靈巖寺》、《瀧湫》等詩。

## 家族
曾祖皇甫通；祖父皇甫信；父皇甫錄，重慶府知府。母黃氏（封宜人）。皇甫涍與兄皇甫沖、弟皇甫汸、皇甫濂並稱“皇甫四傑”，又與同里人張鳳翼、張燕翼、張獻翼三兄弟並負才名，吳人稱「前有四皇，後有三張」。

### 書目
- 《明史》卷二百八十七 列傳第一百七十五
- 陳田，《明詩紀事戊籤·皇甫涍》

## 延伸阅读
[在维基数据编辑]
 《國朝獻徵錄·卷之八十四》，出自焦竑《國朝獻徵錄》
 《明史卷二百八十七》，出自《明史》